# Isoperla tripartita
Isoperla tripartita är en bäcksländeart som beskrevs av Joachim Illies 1954. Isoperla tripartita ingår i släktet Isoperla och familjen rovbäcksländor.

## Underarter
Arten delas in i följande underarter:
- I. t. recta
- I. t. obliqua
- I. t. tripartita